# Черляй
Черля́й (рос. Черляй, ерз. Черляй) — селище у складі Єльниківського району Мордовії, Росія. Входить до складу Новоямського сільського поселення.
Населення — 52 особи (2010; 69 у 2002).
Національний склад (станом на 2002 рік):
- мордва — 93 %